# Angel Colón Pérez
Angel Colón Pérez (nacido en 1977 en Aibonito, Puerto Rico) es abogado y jurista. Actualmente se desempeña como Juez Asociado del Tribunal Supremo de Puerto Rico.

## Experiencia profesional
Se desempeñó como oficial jurídico de la entonces Jueza Asociada Miriam Naveira, quien posteriormente se convirtió en la primera mujer presidenta del Tribunal y del Presidente del Tribunal Supremo, Federico Hernández Denton, para quien luego tras ser nombrado juez del Tribunal Superior, fungió como su ayudante especial en la Tribunal. En el año 2005, el pleno del Tribunal Supremo, en votación unánime, lo nombró Director Ejecutivo de la Junta Examinadora de Aspirantes al Ejercicio de la Abogacía y la Notaría.
En 2013, el gobernador García Padilla lo designó como su principal asesor legal y legislativo hasta su nominación al Tribunal Superior.

## Tribunal Supremo
El entonces gobernador Alejandro García Padilla le nominó al cargo de Juez Asociado del Tribunal Supremo de Puerto Rico el 8 de abril de 2016 y confirmado por el Senado el 28 de junio de 2016.